# Stoicănești (okręg Vâlcea)
Stoicănești – wieś w Rumunii, w okręgu Vâlcea, w gminie Olanu. W 2011 roku liczyła 297 mieszkańców.